# Hinton East
Hinton East est un juriste et un parlementaire jamaïcain qui a constitué à partir de 1770 un jardin botanique remarquable - aujourd'hui disparu - à Spring Garden, Gordon Town, dans les montagnes de Linguinea, sur l'île de la Jamaïque. Il rassembla de nombreuses introductions nouvelles dont il ne reste que les inventaires et le souvenir.

## Biographie
Le capitaine John East participe à la prise de la Jamaïque aux espagnols de 1655 à 1660 et reçoit en 1663 une terre dans les Blue Ridge Mountains du sud-est de la Jamaïque, à Liguanea où il fonde une famille. Hinton East est né de parents anglais: Francis East et Sarah East, à St. Andrew, Jamaïque. Il est baptisé le 30 novembre 1735, il fait ses études à l'Université d'Oxford
On sait de lui qu'il fut:
- Deputy Registrar à la Cour de la vice-amirauté en 1771,
- Juge, Avocat général de la Jamaïque en 1777,
- Receiver-General (trésorier général) de la Jamaïque en 1779,
- Membre de l'Assemblée de Kingston à la Chambre d'Assemblée (Chambre basse) en 1784[4].

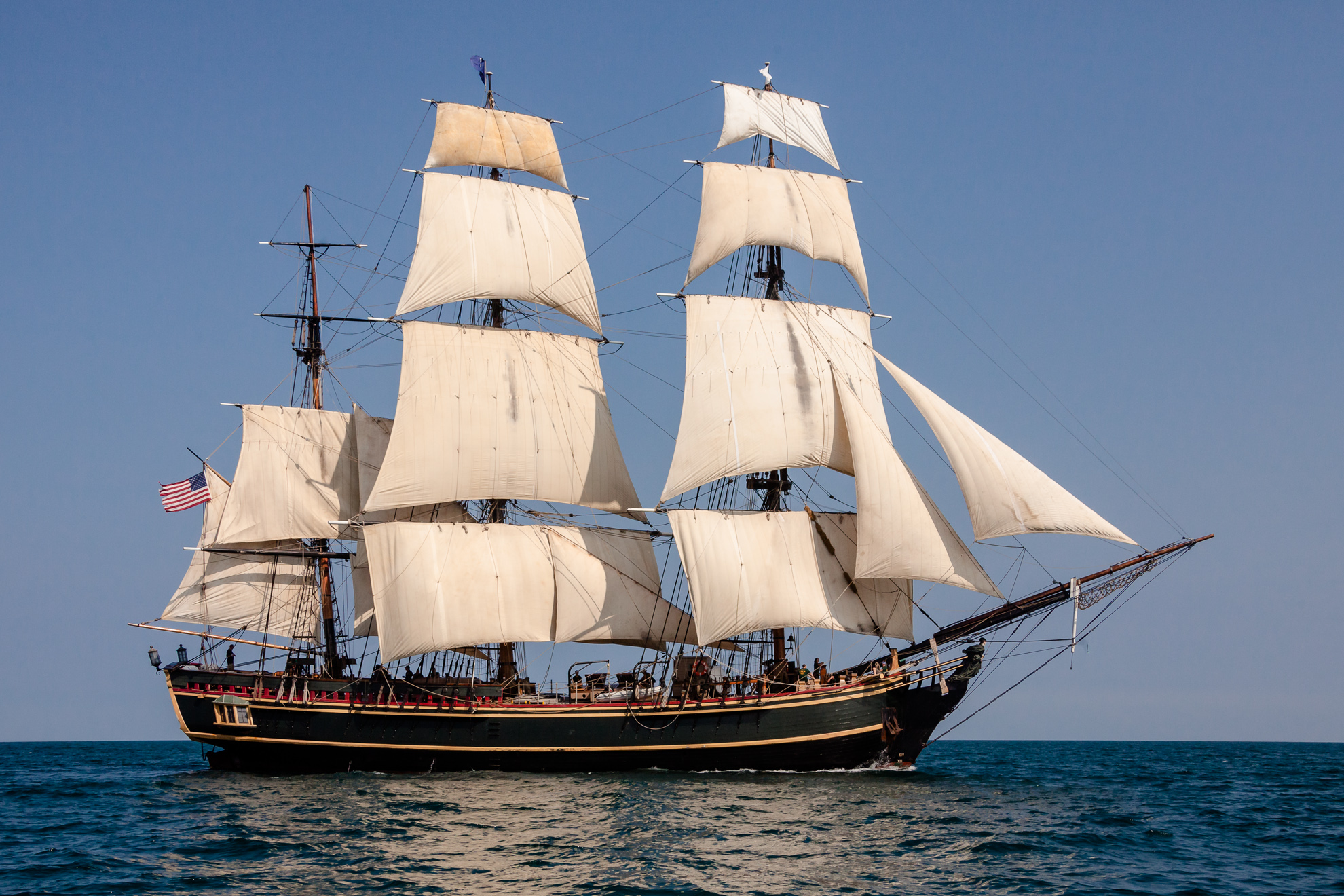
Réplique du.

Il a créé le célèbre jardin botanique de Gordon Town, dans les Blue Mountains, au-dessus de Kingston où il a planté une énorme collection de plantes rares autour de sa résidence, The Garden House. Le but de ce jardin était d'importer et d'exporter des plantes et des graines. Il serait à l'origine de l'odyssée du HMS Bounty destinée à transporter des plantes de Polynésie pour les planter à la Jamaïque avec l'aide de Joseph Banks Président de la Société Royale de Géographie.
Hinton East décède à Liguanea pendant l'hiver 1792 (1790 selon d'autres sources). En 1793, James Wiles, jardinier responsable d'une pépinière publique à Bath, est chargé de s'occuper des plantes arrivées sur le HMS Providence; il fait acheter par l'Assemblée de l'Ile le jardin appartenant d'Hinton East, qui devint le jardin botanique de Liguanea. En 1794, Il est nommé surintendant avec la responsabilité de la pépinière, puis botaniste de l'île en 1803, chargé de réviser le catalogue des plantes du jardin botanique Hortus Eastensis.

## Le jardin botanique de Spring Garden

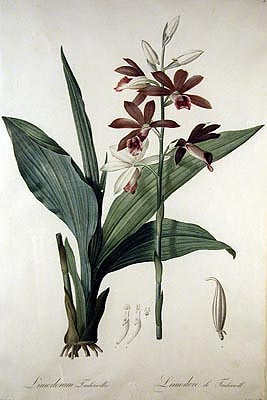
Phaius tankervilleae fut introduite à la Jamaïque de Hinton East en 1787, elle y est naturalisée.

Spring Garden à Gordon Town s'étendait sur 193 acres (78 ha) dont 4 acres (1,6 ha) étaient un jardin et 1 acre (0,4 ha) un verger. Les introductions du jardin de Gordon Town comprenaient 401 espèces en 1774 et plus de 600 par la suite. H. East fut le premier à planter le manguier, le chérimoyer (introduit en 1786), la cannelle de Ceylan, des jasmins et de nombreuses espèces de lys, de liserons, le raifort, la liane trompette, le pain de singe, le camélia, Calla æthiopica, l'Arbor vitæ et le mimosa au parfum sucré, l'igname glandée et l'igname de Guinée, les ignames cultivées.
Le gouverneur Basil Keith décide en 1774 de créer deux jardins botaniques publics, un jardin européen et un jardin tropical. Enthousiasmé pour la collection de East il persuade l'Assemblée d'acquérir Enfield, propriété à côté de Spring Garden pour y créer un jardin botanique gouvernemental. C'est dans ces jardins que sont introduits le théier de Chine, le camphrier, le litchi, le sagou, Cycas circiola, etc. Clarke, introduit le jujubier, le Dracæna pourpre, l’arbre à thé. De 1774 à 1791 East introduit personnellement le cupressus de Grèce, le mûrier et le tulipier de Virginie (Liriodendron tulipifera), le cassia, le casuarina, des magnolia, le bauhinia, des hibiscus, le laurier-rose, l'azalée, le chêne-liège, le rhododendron et parmi les  tempérées domestiquées le cresson, le géranium, un baume (Mentha) de Suède, l'amaryllis doré de Chine et Laurus indica de Madère.
Les jardins sont ouverts au public jusqu'en 1810, date à laquelle Spring Garden est vendu à un privé. La grande maison du XVIIIe siècle de Hinton East, renommée Wai Rua (Au bord de la rivière) elle a brûlé après 1945. On lit dans the Blue Book de J. P. Grant (1871) «Le célèbre jardin botanique de la Jamaïque des temps anciens, qui était non seulement de la plus haute valeur mais aussi admirablement situé, a été vendu, je crois, pour une bagatelle, et a été démoli il y a bien longtemps, dans un accès spasmodique de fausse économie».
Des jardins botaniques de la Jamaïque (Bath à St. Thomas, Castleton, Hope et Cinchona) Bath est le plus ancien à subsister.

### Citrus paradisidans le jardin d'Hinto East
Hortus Eastensis: or, a Catalogue of exotic plants in the garden of Hinton East (1792) donne une liste de Citrus présents dans le jardin: citrons, limes, lime douce (limette), 'Forbidden fruit' tree, 'Grape-fruit'-tree et Citrus decumena cv Shaddock. Shaddock est un C. maxima. William Wright (1828) décrit 2 Citrus decumana 'Shaddock' apportés à la Barbade par le Capitaine Shaddock «Les shaddocks sont un fruit des plus beaux, environ cinq fois plus gros que les oranges et en forme de poire. Ils ont un goût doux et amer très agréable et sont très appréciés dans les pays chauds » et 'The Forbidden Fruit' «rond et plus petit que le pamplemousse qui sont en général si amers et si acides qu'ils sont rarement mangeables». John Lunan dans Hortus Jamaicensis (1814) décrit le grape-fruit comme une variété de Shaddock «La pulpe des meilleures fruits a un goût aigre-doux des plus délicieux, souvent préféré à l'orange. Il existe un variété connue sous le nom de grape-fruit [ ] moins gros que le shaddock [ ]. Ceux-ci sont généralement parfaits, en Jamaïque, au mois de décembre».
En 1837, James Macfadyen est le primo descripteur de C. paradisi dans sa Flora of Jamaica: Citrus paradisi a pour nom local Forbidden Fruit. Il donne 2 variétés de sa nouvelle espèce:
- Var.α. pyriformis; Grape fruit de la Barbade.
- Var.β. maliformis; Le fruit interdit - Forbidden fruit[20].

Il s'agit du premier agrume américain. Une collection d'agrumes avec une pépinière comprenant des C. paradisi a été établie dans le jardin d'Hill garden au XIXe siècle, et de là introduits en Floride.